# Eleição municipal de Jaboatão dos Guararapes em 2020
A eleição municipal de Jaboatão dos Guararapes em 2020 ocorreu no dia 15 de novembro desse mesmo ano, com o objetivo de eleger os responsáveis pela administração do município: um prefeito, um vice-prefeito e 27 vereadores, para um mandato de quatro anos, iniciado em 1º de janeiro de 2021 e que se encerrará em 1º de janeiro de 2025. 
O prefeito e candidato à reeleição Anderson Ferreira, do PL, venceu Daniel Alves, do MDB, logo no primeiro turno, recebendo 144.586 votos, contra 81.827 de seu rival, tendo uma ampla margem, de 23 pontos percentuais. Logo após a reeleição como prefeito da cidade, Anderson prometeu investir em saneamento e cobrou ação da Compesa.
Inicialmente 11 candidaturas para a prefeitura foram lançadas, porém Ubiracy Olímpio, do PCO, teve o registro indeferido, reduzindo o número para 10 prefeitáveis.

## Contexto político e pandemia
As eleições municipais de 2020 foram marcadas pela pandemia de COVID-19, o que fez com que os partidos remodelassem suas metodologias de pré-campanha. O Tribunal Superior Eleitoral (TSE) autorizou os partidos a realizarem as convenções para escolha de candidatos aos escrutínios por meio de plataformas digitais de transmissão, para evitar aglomerações que possam proliferar o vírus. Alguns partidos recorreram a mídias digitais para lançar suas pré-candidaturas. Outro efeito da pandemia foi o adiamento das eleições, que estavam originalmente marcadas para ocorrer por todo o Brasil em outubro, mas em agosto, foram adiadas para os 15 e 29 de novembro em decorrência da pandemia.Além disso, a partir deste pleito, foi colocada em prática a Emenda Constitucional 97/2017, que proíbe a celebração de coligações partidárias para as eleições legislativas, o que gerou um aumento do número de candidatos ao legislativo. Eram esperados mais candidatos ainda, o que não seria necessariamente bom, na opinião do professor Carlos Machado, da UnB (Universidade de Brasília): “Temos o hábito de criticar de forma intensa a coligação partidária, sem parar para refletir sobre os elementos positivos dela. O número de candidatos que um partido pode apresentar numa eleição, varia se ele estiver dentro de uma coligação, porque quando os partidos participam de uma coligação, eles são considerados como um único partido", afirmou Machado na reportagem.

## Candidatos à prefeitura
| Nº | Prefeito(a)  | Prefeito(a)            | Prefeito(a) | Prefeito(a)                                           | Vice-prefeito(a) | Vice-prefeito(a) | Vice-prefeito(a) | Vice-prefeito(a) | Vice-prefeito(a) | Coligação | Tempo no horário eleitoral  | Ref.                |
| Nº | Candidato(a) | Candidato(a)           | Partido     | Ocupação                                              | Candidato(a)     | Candidato(a)     | Candidato(a)     | Partido          | Ocupação         | Coligação | Tempo no horário eleitoral  | Ref.                |
| -- | ------------ | ---------------------- | ----------- | ----------------------------------------------------- | ---------------- | ---------------- | ---------------- | ---------------- | ---------------- | --- | --------------------------- | ------------------- |
| 12 |              | Maíra Vilar            | PDT         | - Professora                                          |                  |                  | Milena Reis      | REDE             |                  | Unidos por um Jaboatão Soberano e Popular PDT e REDE                                                                            | 48 segundos                 | [ 8 ]               |
| 15 |              | Daniel Alves           | MDB         | - Vereador (2017–2021)                                |                  |                  | Dr. Ulisses      | PSB              |                  | Jaboatão da Gente MDB, PSB, PT, Republicanos e PROS                                                                             | 3 minutos e 15 segundos     | [ 9 ]               |
| 22 |              | Anderson Ferreira      | PL          | - Prefeito (2017–2022) - Deputado federal (2011–2016) |                  |                  | Luiz Medeiros    | PSC              |                  | Jaboatão – O Trabalho Faz a Diferença PL, PSC, Patriota, PODE, PSD, PMN, Cidadania, DEM, PSL, PSDB, PV, PTB, Solidariedade e PP | 4 minutos e 50 segundos     | [ 10 ]              |
| 27 |              | Pastor Severino        | DC          | - Empresário                                          |                  |                  | Fred Pinheiro    | DC               |                  | Sem coligação | Sem tempo no guia eleitoral | [carece de fontes?] |
| 28 |              | Adelson Veras          | PRTB        | - Blogueiro e comerciante                             |                  |                  | Tenente Valmir   | PRTB             |                  | Sem coligação | Sem tempo no guia eleitoral | [ 11 ]              |
| 35 |              | Joaquim Barretto       | PMB         | - Advogado                                            |                  |                  | Liete Maciel     | PMB              |                  | Sem coligação | Sem tempo no guia eleitoral | [carece de fontes?] |
| 36 |              | Delegado Eduardo Porto | PTC         | - Delegado de polícia                                 |                  |                  | Fernando Ramos   | PTC              |                  | Sem coligação | Sem tempo no guia eleitoral | [ 12 ] [ 13 ]       |
| 65 |              | Arnaldo Delmondes      | PCdoB       | - Advogado                                            |                  |                  | Fábio Batista    | PCdoB            |                  | Sem coligação | 24 segundos                 | [ 14 ]              |
| 70 |              | Belarmino Silva        | Avante      | - Advogado                                            |                  |                  | Gracivan Almeida | Avante           |                  | Sem coligação | 21 segundos                 | [ 15 ]              |
| 80 |              | Serginaldo Santos      | UP          | - Historiador                                         |                  |                  | Sandra Maria     | UP               |                  | Sem coligação | Sem tempo no guia eleitoral | [ 16 ]              |

### Candidatura impugnada
| Nº | Prefeito(a)  | Prefeito(a)     | Prefeito(a) | Prefeito(a)               | Vice-prefeito(a) | Vice-prefeito(a) | Vice-prefeito(a)     | Vice-prefeito(a) | Vice-prefeito(a) | Coligação | Ref.                |
| Nº | Candidato(a) | Candidato(a)    | Partido     | Ocupação                  | Candidato(a)     | Candidato(a)     | Candidato(a)         | Partido          | Ocupação         | Coligação | Ref.                |
| -- | ------------ | --------------- | ----------- | ------------------------- | ---------------- | ---------------- | -------------------- | ---------------- | ---------------- | --------- | ------------------- |
| 29 |              | Ubiracy Olímpio | PCO         | - Representante comercial |                  |                  | Manassés Vasconcelos | PCO              |                  |           | [carece de fontes?] |

## Resultados

### Prefeito
| Candidato(a)           | Candidato(a)                 | Vice                       | 1º turno 15 de novembro de 2020 | 1º turno 15 de novembro de 2020 |
| Candidato(a)           | Candidato(a)                 | Vice                       | Total                           | Porcentagem                     |
| ---------------------- | ---------------------------- | -------------------------- | ------------------------------- | ------------------------------- |
|                        | Anderson Ferreira (PL)       | Luiz Medeiros (PSC)        | 144.586                         | 54,26%                          |
|                        | Daniel Alves (MDB)           | Dr. Ulisses (PSB)          | 81.827                          | 30,71%                          |
|                        | Maíra Vilar (PDT)            | Milena Reis (REDE)         | 19.899                          | 7,47%                           |
|                        | Delegado Eduardo Porto (PTC) | Fernando Ramos (PTC)       | 7.217                           | 2,71%                           |
|                        | Arnaldo Delmondes (PCdoB)    | Fábio Batista (PCdoB)      | 5.116                           | 1,92%                           |
|                        | Belarmino Silva (Avante)     | Gracivan Almeida (Avante)  | 2.560                           | 0,96%                           |
|                        | Pastor Severino (DC)         | Fred Pinheiro (DC)         | 2.110                           | 0,79%                           |
|                        | Adelson Veras (PRTB)         | Tenente Valmir (PRTB)      | 1.311                           | 0,49%                           |
|                        | Serginaldo Santos (UP)       | Sandra Maria (UP)          | 893                             | 0,34%                           |
|                        | Joaquim Barretto (PMB)       | Liete Maciel (PMB)         | 872                             | 0,33%                           |
|                        | Ubiracy Olímpio (PCO)        | Manassés Vasconcelos (PCO) | 0                               | 0%                              |
| Total de votos válidos | Total de votos válidos       | Total de votos válidos     | 266.391                         | 76,49%                          |
| → Votos em branco      | → Votos em branco            | → Votos em branco          | 29.805                          | 8,56%                           |
| → Votos nulos          | → Votos nulos                | → Votos nulos              | 52.055                          | 14,95%                          |
| Total de votos         | Total de votos               | Total de votos             | 348.251                         | 100%                            |
| Abstenções             | Abstenções                   | Abstenções                 | 106.664                         | 23,45%                          |
| Total de inscritos     |                              |                            |                                 |                                 |

### Vereadores eleitos
Foram eleitos 27 vereadores para compor a Câmara Municipal de Jaboatão dos Guararapes, sendo 26 homens e apenas uma mulher (Jacinta, do PSC). Em relação à eleição anterior, houve uma renovação de 62,9%.
A maior bancada eleita foi a do PL, com 9 vereadores, seguido por PSC (4), PTB (3) e PSD, com 2 representantes. Outros 9 partidos elegeram um vereador. 
| Candidato eleito     | Partido      | Votação | Porcentagem | Cidade onde nasceu      | Unidade federativa |
| Marlus Costa         | PL           | 3.796   | 1,25%       | Recife                  | Pernambuco         |
| Adeildo              | PL           | 3.754   | 1,23%       | Recife                  | Pernambuco         |
| Eurico Moura         | PL           | 3.377   | 1,11%       | Jaboatão dos Guararapes | Pernambuco         |
| Jailton              | PL           | 3.338   | 1,10%       | Recife                  | Pernambuco         |
| Charles Motorista    | PL           | 3.336   | 1,10%       | Correntes               | Pernambuco         |
| Alberto              | PL           | 3.303   | 1,08%       | Recife                  | Pernambuco         |
| Nado do Caminhão     | PL           | 3.182   | 1,05%       | Cabo de Santo Agostinho | Pernambuco         |
| Juca da Laje         | PTB          | 3.112   | 1,02%       | Jaboatão dos Guararapes | Pernambuco         |
| Nando Ceres          | PL           | 3.082   | 1,01%       | Recife                  | Pernambuco         |
| Irmão Dé             | PSD          | 2.981   | 0,98%       | Jaboatão dos Guararapes | Pernambuco         |
| Melque Almeida       | PTC          | 2.978   | 0,98%       | Afogados da Ingazeira   | Pernambuco         |
| Pastor Ginaldo       | PSC          | 2.922   | 0,96%       | Recife                  | Pernambuco         |
| Neneca do Piston     | PL           | 2.861   | 0,94%       | Jaboatão dos Guararapes | Pernambuco         |
| Neco Filho           | PSC          | 2.826   | 0,93%       | Cabo de Santo Agostinho | Pernambuco         |
| Lica do Micro-ônibus | Cidadania    | 2.781   | 0,91%       | Moreno                  | Pernambuco         |
| Didinho              | Republicanos | 2.681   | 0,88%       | Recife                  | Pernambuco         |
| Márcio do Curado     | PSD          | 2.352   | 0,77%       | Recife                  | Pernambuco         |
| Nando Campos         | Cidadania    | 2.294   | 0,75%       | Recife                  | Pernambuco         |
| Wando de Zé Bom      | PCdoB        | 2.042   | 0,67%       | Recife                  | Pernambuco         |
| Manoel de Moura      | PTB          | 2.039   | 0,67%       | Recife                  | Pernambuco         |
| Rogério Melo         | Patriota     | 1.871   | 0,61%       | Recife                  | Pernambuco         |
| Jorge Júnior         | PTB          | 1.870   | 0,61%       | Jaboatão dos Guararapes | Pernambuco         |
| Jacinta              | PSC          | 1.835   | 0,60%       | Surubim                 | Pernambuco         |
| Eneias               | PSC          | 1.817   | 0,60%       | Jaboatão dos Guararapes | Pernambuco         |
| Belarmino Sousa      | PODE         | 1.771   | 0,58%       | Gravatá                 | Pernambuco         |
| Júnior da Farmácia   | PROS         | 1.598   | 0,52%       | Jaboatão dos Guararapes | Pernambuco         |
| Adiel Agostinho      | PMN          | 1.510   | 0,50%       | Jaboatão dos Guararapes | Pernambuco         |